# 快看漫画
快看漫画是一个手机漫画软件，创作者陈安妮于2014年9月在北京创立，内容以轻松搞笑和少女为主，受众为大学生和中学生。每天推荐5篇漫画，2014年底完成300万美元A轮融资。